# Nahmanide
Ne doit pas être confondu avec Moïse Maïmonide, dit le Rambam.

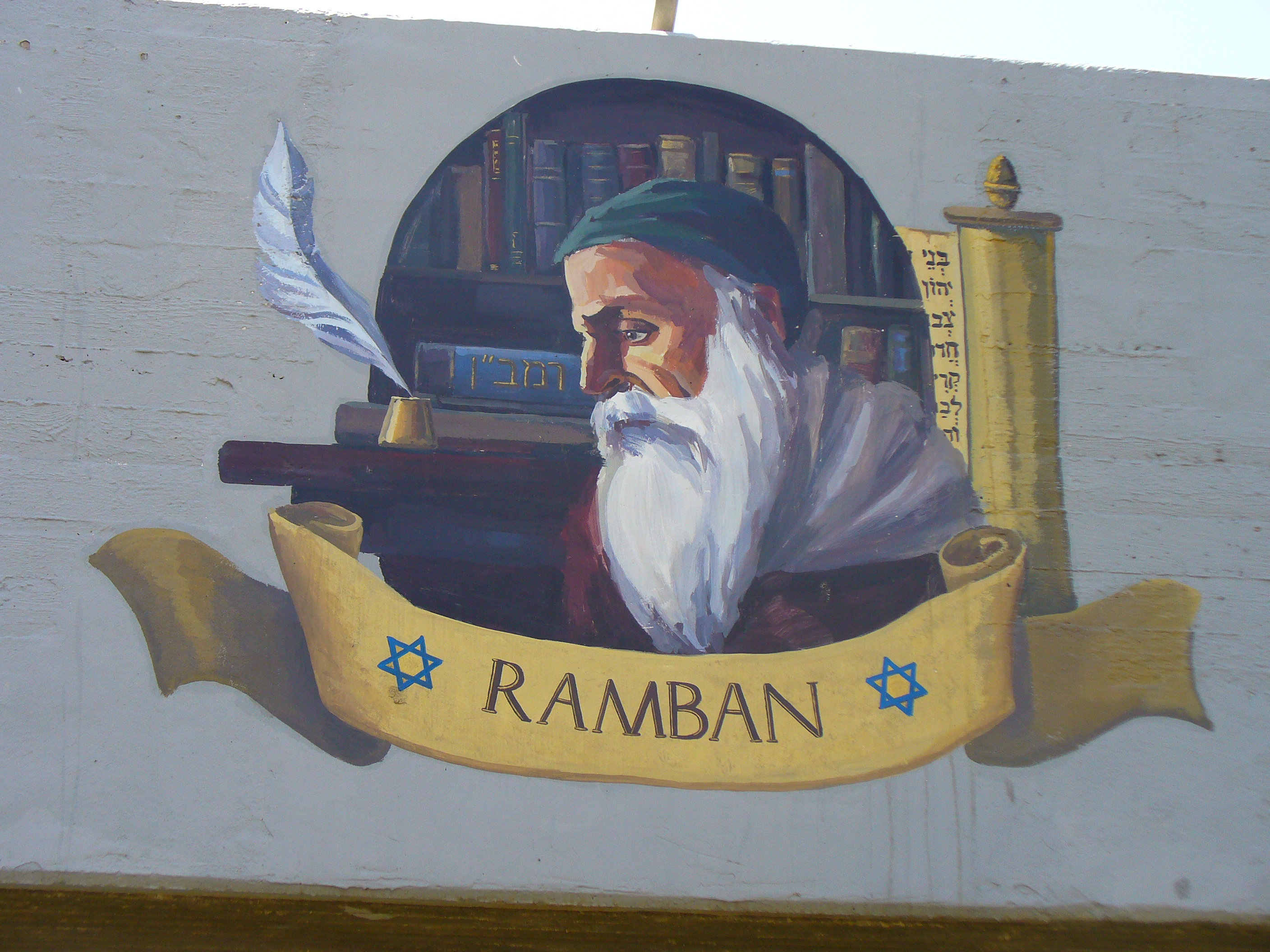
Le Ramban, peinture murale à Acre (Israël)

Moïse Nahmanide (en hébreu : משה בן נחמן גירונדי Moshe ben Nahman Gerondi, acronyme : רמב"ן Ramban, en catalan : Bonastruc ça Porta, en grec : Moyses Nahmanides[pas clair]) est un rabbin du XIIIe siècle (Gérone, 1194 - Acre, 1270).
Figure importante du judaïsme, il est contraint de devenir vers la fin de sa vie le représentant des Juifs lors de la disputation de Barcelone. Ses propos ayant été jugés blasphématoires envers le christianisme, il émigre en 1267 en Palestine où s'affrontent alors Croisés et Mamelouks. Il crée à Jérusalem (à l'époque dépendante de la Wilaya de Damas, elle-même sous domination de la dynastie mamalouke bahrites) la synagogue Ramban avant de s'établir à Acre (encore dirigée par les Croisés).
Médecin, exégète de la Bible et du Talmud, poète liturgique, philosophe et kabbaliste, il est considéré comme le décisionnaire majeur de sa génération, et l'une des plus éminentes autorités rabbiniques du Moyen Âge.

## Biographie
Issu d'une illustre famille de rabbins, petit-fils d’Isaac ben Reuben de Barcelone, cousin de Rabbenou Yona, il étudie le Talmud sous la férule de Juda ben Yakar et Nathan ben Meïr de Trinquetaille, et est initié à la Kabbale par Azriel de Gérone. 
Dans le même temps, il étudie la philosophie et la médecine qu'il pratiquera comme moyen de subsistance, à l'image de Maïmonide ou Juda Halevi.
Il se distingue dans les études et publie ses premiers ouvrages à l'âge de 16 ans. Profondément influencé par l’école française des Tossafistes, il manifeste une déférence sans réserve aux sages de la Mishna et du Talmud, ainsi qu'aux Gueonim qui leur ont succédé, et aux rabbins de France, à Rachi en particulier, mais également aux maîtres de l'école kabbalistique de Posquières, Isaac l'Aveugle et Acher ben David.

« Les Rabbanim de Tzarfat [les rabbins de France] ont rallié la plupart des Juifs à leurs vues. Ils sont nos maîtres en Talmud, et c'est vers eux que nous devons aller pour nous instruire. »

Ce qui ne l'empêcha pas de dire de certains maîtres, grands spécialistes de la casuistique, qu'« ils tentent de faire passer un éléphant au travers du chas d'une aiguille. » (célèbre proverbe talmudique).
Enseignant à l'école rabbinique de Gérone, où il dispose d'un prestige considérable, Nahmanide est désigné en 1263, par le roi Jacques Ier d'Aragon, pour débattre avec Pablo Christiani, Juif converti au christianisme et devenu frère dominicain. Les résultats de cette confrontation furent consignés dans un livre, La dispute de Barcelone. À la fin de la confrontation le roi lui offrit une somme d'argent et salua son érudition.
Bien qu’il remportât l’épreuve, il dut subir les foudres des dominicains qui obtinrent son bannissement quelque temps plus tard.

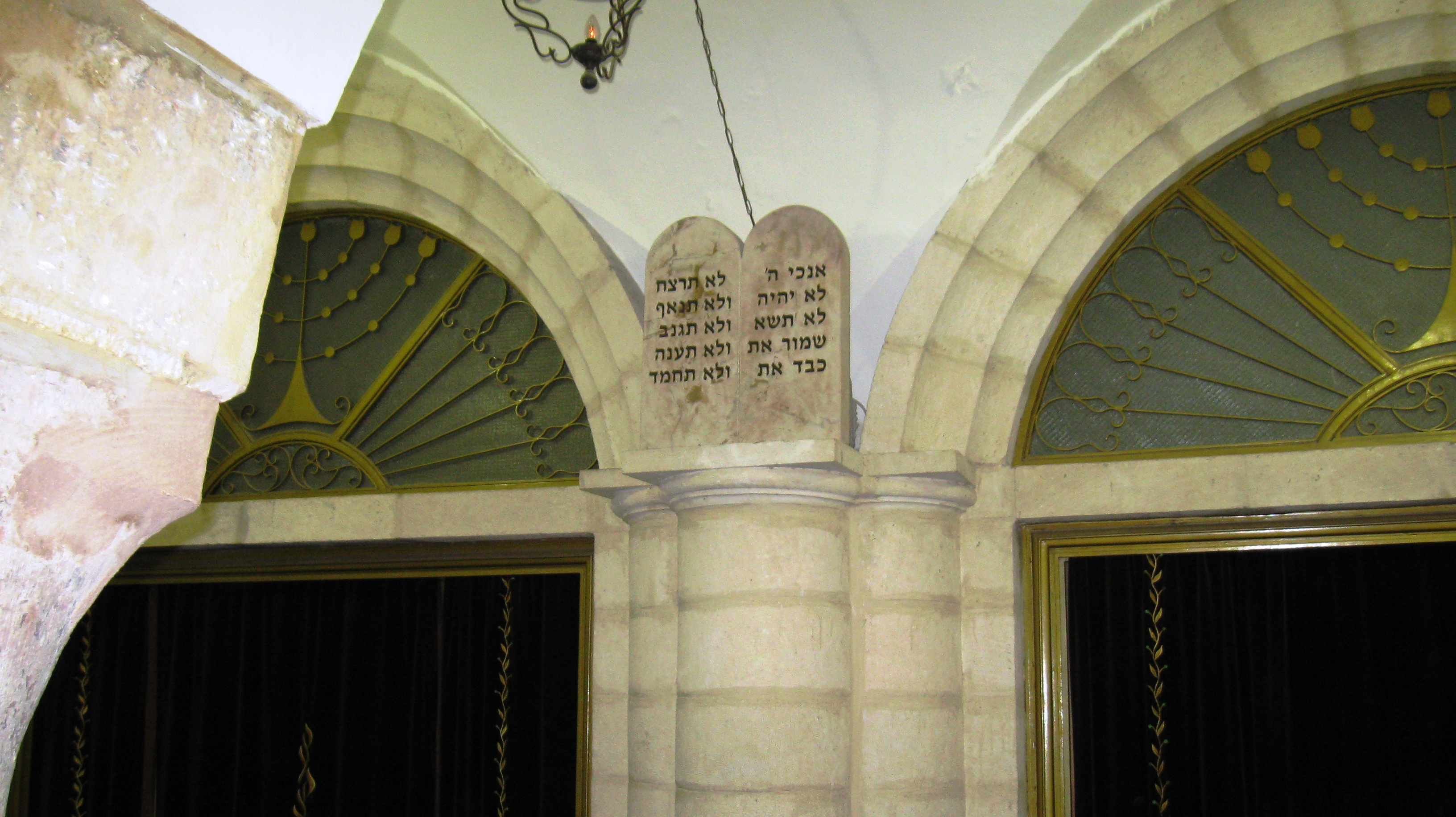
Synagogue Ramban, Jérusalem

Nahmanide quitte le royaume d'Aragon et séjourne trois ans quelque part en Castille ou dans le Sud de la France. En 1267, cherchant refuge dans les pays musulmans pour échapper aux persécution des chrétiens, il émigre à Jérusalem. Il y établit dans la vieille ville une synagogue qui existe encore de nos jours et qui est connue sous le nom de la synagogue Ramban. Son passage revivifie la vie communautaire juive à Jérusalem que la répression des Croisés et les incursions mongoles avaient interrompue. Nahmanide s'installe ensuite à Saint-Jean-d'Acre, où il exerce une grande activité dans la diffusion des études juives, qu'il estime négligées en Palestine. Il réunit autour de lui un cercle d'élèves, et un public nombreux vient l'écouter, même depuis le district de l'Euphrate. Des Karaïtes assistèrent à ses conférences, parmi eux Aaron ben Joseph l'Aîné, qui devint plus tard l'une des plus grandes autorités karaïtes.
Nahmanide meurt en 1270 après avoir dépassé l'âge de soixante-seize ans. Il y a désaccord quant au lieu réel de sa sépulture. Certains disent que ses restes ont été enterrés à Haïfa, près de la tombe de Yehiel de Paris qui a lui aussi défendu le Talmud, dans le procès intenté par Louis IX. D'autres disent qu'ils se trouvent à Hébron, comme il l'avait demandé, à côté du bâtiment abritant les sépultures des patriarches et des matriarches. Cette dernière théorie a été corroborée par la découverte d'une petite tombe souterraine, par un expert qui utilisait des baguettes de sourcier, à la place exacte que sa demande mentionnait, sous la septième marche du petit escalier sur la droite du bâtiment. Cet endroit est parfois visité par les gens qui tiennent à manifester leur respect envers ce grand maître de la Torah. D'autres traditions veulent qu'une grotte taillée dans la pierre, appelée la grotte du Ramban à Jérusalem, soit son lieu de repos final.
Connu surtout pour son commentaire sur la Torah et sur le Talmud, il a écrit plus de cinquante œuvres.

## Nahmanide et la Kabbale
Nahmanide introduit dans ses écrits des conceptions kabbalistiques, empruntées notamment à son maître Azriel. Nahmanide dispose d'un grand prestige dans les communautés juives de Catalogne et de Castille, alors que l'enseignement de la Kabbale reste encore confidentiel, réservé à un petit cercle de lettrés. « Qu'une autorité religieuse comme Nahmanide ait couvert de son auréole la Kabbale naissante a conféré à cette dernière une renommée sans égale » parmi les Juifs d'Espagne au XIIIe siècle, selon Charles Mopsik.

## Nahmanide et Maïmonide
Nahmanide s'oppose aux conceptions rationalistes de Maïmonide et de son école, qui assimilent, allégoriquement, l'enseignement du Talmud à celui d'Aristote. Nahmanide n'est pas pour autant un anti-rationaliste. Il admire Maïmonide. Mais il défend une autre conception de la pensée juive.
Pour Nahmanide, la Bible et le Talmud doivent pouvoir se lire littéralement, dans leur sens premier. Il admet que le texte puisse contenir un sens caché, et qu'on puisse en faire une interprétation allégorique ou métaphorique. Mais, selon lui, l'interprétation ne ramène pas nécessairement à la doctrine néo-aristotélicienne que défend Maïmonide. S'il y a un sens caché dans le texte saint, il faut le chercher, non pas au-delà des mots, mais dans des expériences qui renvoient à la doctrine mystique exposée dans la Kabbale, selon Nahmanide. Dieu n'est approchable pour lui que par l'intuition, sûrement pas par la raison.
Entre le rationalisme néo-aristotélicien et la mystique kabbalistique, Ramban (Nahmanide) « vivait dans deux univers incompatibles l'un de l'autre et vivait, de plus, intensément dans chacun de ces deux mondes. D'un côté personne ne connaissait mieux que lui le Guide des égarés [l'ouvrage-phare de Maïmonide], mais d'un autre côté, Ramban est en fait le père de la Kabbale », selon le philosophe Yéchayahou Leibovitz.
Dans le procès théorique fait à Maïmonide et à son école par les rabbins qui considéraient l'auteur du Guide des égarés comme un hérétique, Nahmanide représente la voie modérée au XIIIe siècle :
« Si vous étiez d'avis qu'il y allait de votre devoir de dénoncer le Guide comme hérétique, pourquoi certains d'entre vous montrent-ils si peu de diligence à appliquer cette décision, comme s'ils la regrettaient ? Est-il séant en des matières aussi sérieuses d'agir capricieusement, d'applaudir l'un aujourd'hui et l'autre demain ? »  
Nahmanide propose une voie de compromis dans ce procès : casser le bannissement qui porte sur Maïmonide, mais maintenir, voire renforcer celui sur ses œuvres. Cette opinion fut rejetée, tant par les tenants de la doctrine maïmonidienne que par les opposants à Maïmonide.
Si la quasi-homophonie de leurs acronymes (Rambam pour Maïmonide, et Ramban pour Nahmanide) est une coïncidence, le fait que Maïmonide et Nahmanide portent tous deux un acronyme ne doit en revanche rien au hasard : chacun fut un maître que leurs nombreux élèves appelaient « Rabbenou Moshe ». Il fallait donc les différencier en précisant que le premier était fils de Maïmon, le second de Nahman.
Nahmanide présente bien d'autres points communs avec son aîné Maïmonide, lui aussi espagnol. Comme lui, il fut médecin de profession et rabbin dans son « temps libre » ; tous deux furent les principaux halakhistes de leur temps ; Nahmanide a laissé une empreinte à peine moins prononcée sur ses disciples (dont le plus notable fut le Rashba) et ceux des générations futures.

## Commentaire de la Torah

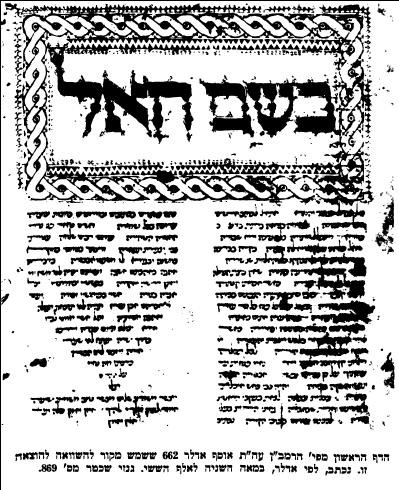
Commentaires de Nahmanide

Rédigé à Acre, à la fin de sa vie, il s'agit sans conteste de son œuvre la plus célèbre. Ce commentaire a trois buts : 
- Satisfaire les étudiants de la Loi, et leur enjoindre l'analyse critique du texte.
- Justifier les voies de Dieu et découvrir la signification cachée des mots dans les Écritures, « car tous les miracles, tous les mystères sont cachés dans la Torah, et dans ses trésors est contenue toute la beauté de la sagesse ».
- Distraire les étudiants avec des explications simples et des bons mots lorsqu’ils lisent la Parasha de la semaine lors du Shabbat.

Le commentaire de Nahmanide est remarquable à plus d'un titre. S'il est dit de Rachi qu'il est le plus grand commentateur, d'Ibn Ezra qu'il est le plus sagace, etc., le commentaire de Nahmanide est l'un des plus étudiés actuellement, tant par les tenants de l'« intégrationnisme », qui voient dans sa description de l'œuvre de la création d'étonnants parallèles avec les théories de l'astronomie et de la physique moderne, que par les « téléologistes », qui l'étudient en tant que jalon majeur dans l'exégèse biblique.
Ce texte, écrit alors qu'il se sent proche de la mort, intègre les trois grands courants du judaïsme médiéval. En effet, Nahamanide a été formé à l'esprit et aux qualités des Tossafistes par Juda ben Yakar et Meïr ben Nathan de Trinquetaille ; par son maître Azriel, il a reçu l'enseignement kabbalistique des Juifs de Provence ; et par son environnement, il est rompu à la philosophie judéo-arabe imprégnée par Aristote.

### Principes exégétiques
Il s’agit d’une méthode analysant le ou les versets dans leur texte, mais aussi dans leur contexte, en puisant aux quatre niveaux d’interprétation de la Torah, qui sont le Pshat (sens simple), le Remez (sens allusif), le Drash (sens allégorique), le Sod (sens secret), en se gardant bien de privilégier l’un d’eux. Si quelqu'un analyse la totalité de la Bible avec ces quatre niveaux d'interprétation, on dit qu'il est arrivé au Pardes, au paradis.
Le commentaire de Nahmanide est à première vue construit comme un sur-commentaire de Rachi, se voulant comme ce dernier une exploration philologique du texte sacré. Cependant, il s'en détache en analysant les versets dans le texte, mais aussi le contexte, et tolère des « incongruités » textuelles sans nécessité de recourir systématiquement au midrash. Ainsi :
- Le passage du singulier au pluriel, et vice-versa, au cours d’un contexte concernant une collectivité, fait partie de la méthode de l’Écriture (דרך הכתוב) et ne requiert pas la recherche de raisons particulières (commentaire sur Genèse 46 :79).
- C’est également la méthode de l’Écriture que de répéter certaines phrases ou paroles, afin d’en souligner l’importance du sujet, ou de reprendre un thème précédent (commentaire sur Exode 4 :9).
- Les répétitions sont caractéristiques du style prophétique (commentaire sur Job 20).
- Il est habituel de retrouver dans l’Écriture des variations quant au nom de localités et de personnes aux différents endroits où ils sont cités (commentaire sur Deutéronome 10 :6).

Par ailleurs, Nahmanide critique fortement les littéralistes (רודפי הפשת, ceux qui poursuivent le sens simple), comme le Rachbam ou, surtout, Abraham ibn Ezra (commentaire sur Genèse 11 :2), et n’hésite pas à rechercher derrière le sens simple, le sens secret de la parole de Dieu quand bien même le sens simple serait évident et entièrement satisfaisant par lui-même, et le sens secret serait-il « irrationnel », c'est-à-dire inintelligible par l’entendement humain. Il s'agit en réalité de la première diffusion d'enseignements kabbalistiques, traditions ésotériques inconnues à l'époque, car jalousement conservées dans le secret. Toutefois, ces enseignements sont pratiquement inaccessibles aux non-initiés.
Il laisse souvent la porte ouverte : « c’est un grand secret qu’il ne convient pas de révéler », « l’intelligent comprendra », « à celui qui mérite de comprendre ». Qu’on ne s’y trompe pas, l’interdiction de révéler un secret n’empêche pas de le rechercher. Cette recherche est d’ailleurs initiée par l’annonce qu’il y a là un secret, le propre du secret étant précisément de n’être pas révélé, ni facilement découvrable.
Tenant de traditions dites mystiques, Nahmanide ne peut que vertement critiquer les philosophes, et bat en brèche certaines interprétations maïmonidiennes de la Bible. Ainsi sur Genèse 18:8, il affirme que son opinion est contraire au sens évident du texte, et qu'il est péché de ne fût-ce que l'entendre. Il remet à l'honneur les miracles, déclarant qu'on ne peut faire partie de la Torah de Moshe Rabbenou si on ne croit pas que tous les aléas, qu'ils soient du ressort de l'individu ou de masses, sont miraculeusement contrôlés, et que rien ne peut être attribué à la nature ou à l'ordre du monde.
À cette croyance sine qua non s’ajoutent les trois suivantes : la croyance en la création ex nihilo, l’omniscience divine, et la providence divine.
Par ailleurs, ainsi qu'il a été dit plus haut, et bien qu'il tende à la modération et à la tempérance, Nahmanide, comme plus tard Abravanel, fustige le plus souvent les opinions d'Abraham Ibn Ezra, trop porté à ses yeux sur le rationalisme et dédaigneux de la Kabbale, que Nahmanide tient pour une tradition reçue par Moïse de la « Bouche » de Dieu.

## La dispute de Barcelone, 1263
Alors rabbin de Gérone, puis chef spirituel de la communauté juive de Catalogne et ami du roi Jacques Ier d'Aragon, Nahmanide fait office de médiateur à plusieurs reprises entre la couronne et les aljamas (non-chrétiens). En 1263, il est choisi pour une disputatio avec Pablo Christiani en présence du roi, sur l'ordre du dominicain Raymond de Penafort.
Pablo Christiani, Juif converti au christianisme et devenu frère dominicain, qui défend des inventions telles que la rouelle, est déjà connu pour avoir tenté de convertir la communauté juive de Provence.
La démarche de Christiani est originale : présumant que son adversaire devra rester mesuré, de crainte de heurter la sensibilité des dignitaires chrétiens, il escompte non pas interdire le Talmud, mais au contraire l'utiliser afin de prouver la vérité de la foi et du message chrétien. En effet, il pense pouvoir attester à partir de plusieurs passages attenant à l'Aggada, que les sages pharisiens ont pensé que le Messie vivait à l'époque du Talmud, et donc qu'il s'agissait de Jésus.
Nahmanide demande, et obtient, la complète liberté d'expression au cours des quatre jours qui vont suivre, du 20 au 24 juillet 1263. L'objet de la dispute de Barcelone fut de savoir :
1. si le Messie était apparu ;
2. si le Messie annoncé par les Prophètes devait être considéré comme divin, ou humain né de parents humains ;
3. qui des juifs ou des chrétiens détenaient la vraie foi.

La tentative de Christiani tourna court. Nahmanide remit les choses dans leur contexte, prouvant que si les rabbins avaient véritablement cru en la messianité de Jésus, ils se seraient convertis. Les interprétations de Christiani étaient donc tendancieuses.
Par ailleurs, l'Aggada ne lie pas davantage les Juifs, que les chrétiens ne sont tenus de croire aux sermons des évêques. Nahmanide précisa que les juifs étaient tenus de croire en la vérité de la Bible, et ne tenaient compte des arguments théologiques du Talmud que s'ils influençaient la pratique religieuse. De ce point de vue, les juifs ne sont pas tenus de croire tout point théologique du Talmud, surtout lorsqu'il s'agit d'Aggada.
- Pour l'argument de Shilo (« Le sceptre ne s'éloignera pas de Juda, jusqu'à ce que vienne Shilo ») :
  - Nahmanide fit valoir que, du fait de l'étymologie même du nom, le Messie devrait être humain, de chair et de sang, et non divin.

- Pour le « Messie aux portes de Rome » :
  - Cela fut également réfuté, car cet enseignement aggadique de Rabbi Josué ben Lévi portait sur la fin des guerres et l'avènement dans l'histoire d'un règne de paix et de justice. Où était-il aujourd'hui ?
- Nahmanide fit aussi remarquer que les questions attenant au Messie avaient moins d'importance pour les Juifs que ce que croyaient les chrétiens. Selon lui, un Juif a en effet plus de mérite à observer les prescriptions divines en terre d'exil, sous le joug chrétien, qu'en Terre promise sous le règne du Messie, où chacun pratiquerait la Loi de façon naturelle.

La disputatio fut abrégée à la demande pressante des Juifs de Barcelone, qui craignaient d'exciter le ressentiment des dominicains, et se termina sur la victoire de Nahmanide[réf. nécessaire], le roi allant jusqu'à lui faire don de 300 maravedis en signe de respect. 
Cependant, le clergé dominicain prétendit avoir remporté la rencontre. À la demande de l'évèque de Gérone, Nahmanide résume son point de vue dans un texte intitulé Vikuah (polémique). Le livre de Nahmanide est édité pour la première fois au XVIIe siècle avec une traduction latine par Jean-Christophe Wagenseil dans son ouvrage Tela ignea Satanæ ("les traits de feu de Satan").
Le roi fit réunir une commission extraordinaire afin d'assurer l'impartialité du procès, qui se tenait en sa présence. Nahmanide admit avoir porté plusieurs atteintes à la chrétienté, mais n'avoir rien dit d'autre que les arguments prononcés devant le roi, avec jouissance d'une liberté de parole totale.
Bien que le roi et la commission reconnussent la justesse de sa défense, les dominicains obtinrent que les livres de Nahmanide soient brûlés et qu'il soit exilé pour deux ans, peine qui fut commuée ensuite en bannissement à perpétuité.

## Nahmanide en Israël
Au cours de son séjour de trois ans en Israël, Nahmanide maintient une correspondance avec sa terre natale, au moyen de laquelle il s'efforce de nouer des liens plus étroits entre la Judée et l'Espagne. Peu de temps après son arrivée à Jérusalem, il adresse à son fils Nahman une lettre dans laquelle il décrit la désolation de la ville sainte, où il n'y a plus, selon lui, que deux habitants juifs – deux frères, teinturiers de leur état. 
Dans une lettre ultérieure écrite à Saint-Jean-d'Acre, et qui est restée comme « l'Épitre du Ramban », il conseille à son fils de cultiver l'humilité, qu'il considère comme la première des vertus. Dans une autre, adressée à son second fils qui occupe une position officielle à la cour de Castille, Nahmanide recommande la récitation de la prière quotidienne, et il le met en garde avant tout contre l'immoralité.
Nahmanide prône pour les juifs l'obligation d'habiter en terre d'Israël. C'est pour réveiller l'intérêt pour les textes bibliques chez les quelques Juifs qui y habitent que Nahmanide écrit le commentaire sur la Torah (voir ci-dessus). Malgré cela et bien qu'entouré par des amis et des élèves, Nahmanide ressent vivement les douleurs de l'exil : « J'ai quitté ma famille, j'ai renoncé à ma maison. Là, avec mes fils et mes filles, mes chers, mes doux enfants que j'ai élevés sur mes genoux, c'est aussi mon âme que j'ai laissée. Mon cœur et mes yeux habiteront avec eux pour toujours. »

## Ses œuvres
- Milhamot Hachem ("Les guerres de Dieu", à ne pas confondre avec l'ouvrage homonyme de Gersonide) : commentaire sur le Talmud, d'après le modèle du Rav Isaac Alfasi (le Rif), qu'il défend contre les critiques du Baal HaMaor.
- Sefer ha-Zekhut ou Machaseh ouMagen, où il défend le Rif contre le Rabad ;
- Hassagot (""Objections"), où il défend Simon Kayyara contre les critiques de Maïmonide
- Mishpetei ha-Herem ("Des lois de l'excommuniation""), reproduit dans le Kol Bo
- Hilkhot Bedikkah ("Règles de vérification"), à propos de la vérification des poumons des animaux abattus, cité par le Rachbats dans son Yavin Shemu'ah
- Torat ha-Adam ("Loi de l'homme"), sur les lois du deuil et de l'inhumation. Le dernier chapitre, "Sha'ar haGuemoul" fait part de considérations eschatologiques, et est souvent réimprimé
- Derashah, sermon prononcé en présence du roi de Castille
- Sefer ha-Ge'ulah ou Sefer Ketz ha-Ge'ulah ("Livre de la Délivrance" ou "de la flèche de la Délivrance"), ouvrage messianique
- Iggeret ha-Musar ("Épître de morale"), adressé à son second fils[8]
- Iggeret ha-Hemdah, lettre adressée aux rabbins français pour prendre la défense des écrits maïmonidiens
- Vikuah haRamban, récit de la Dispute de Barcelone
- Perush Iyov, commentaire sur Job
- Perush al haTorah, commentaire sur la Torah
- Sha'ar haguemoul (hébreu : שער הגמול « Portail de la rétribution »)
- Torat ha-Shem temimah (La loi du Seigneur est parfaite), Traduction française par René Gutman. Nahmanide, De la perfection de la Loi, Paris, Editions de l'éclat, 2012 (suivi d'un essai de Moshe Idel: "Cabale, Halakhah et autorité spirituelle chez Nahmanide").

## Iggeret ha-Kodesh: la Lettre du « Sacré »
Bien qu’elle lui ait longtemps été attribuée, cette œuvre n’est pas de lui. On suppose cependant qu'elle est indirectement liée à lui, car il semble qu'un de ses élèves l'ait écrite.
Elle parle du mariage, de la sainteté, et des relations sexuelles. Elle le fait cependant à un degré kabbalistique, et le but est de se parfaire afin de s'unir au niveau spirituel et d’engendrer des « enfants parfaits » qui œuvreront à rapprocher la venue du Messie. Elle égratigne au passage les vues quelque peu sévères et ascétiques de Maïmonide sur la sexualité. Celle-ci est en effet une des fonctions de l'homme, toutes les fonctions du corps de l'homme étant l'œuvre de Dieu. Elle n'a rien de « mauvais » et il n'y a que son utilisation qui peut être bonne ou mauvaise.

### Œuvres de Nahmanide traduites
- De la perfection de la loi, traduit de l'hébreu et présenté par René Gutman, suivi de Moshe Idel, "Cabale, halakhah et autorité spirituelle chez Nahmanide", Paris, Éditions de l'éclat, Octobre 2012  (ISBN 978-2-84162-284-9)
- La dispute de Barcelone [1263]. Suivi du Commentaire sur Ésaïe 52-53, trad. Éric Smilévitch, Éditions Verdier, 1996, 119 p  (ISBN 2-86432-037-1)
- The Commentary of Nahmanides on Genesis chapters 1-68, trad. Jacob Newman, Leyde, E. J. Brill, 1960.
- Ramban (Nachmanides) Commentary on the Torah, trad. Charles B. Chavel, New York, Shilo Publishing House, 1971. T. I : Genesis, t. II : Exodus, t. III : Leviticus, t. IV : Numbers, t. V : Deuteronomy. 5 vol., 2010-2013.

### Études sur Nahmanide
- Chaim Dov Chavel, Rabbenou Moshe ben Nahman, Mossad Harav Kook, Jérusalem, 1967.
- Israel Drazin, An Unusual Intellect: Nachmanides, Gefen Books, 2017, 200 p.